# 斯蒂文頓島
77°15′S 148°15′W / 77.250°S 148.250°W
斯蒂文頓島（英語：Steventon Island）是南極洲的島嶼，位於蘇茲貝格灣，處於科爾特嶺以西，長約39公里，該島根據探測和空中照片被繪入地圖，以美國海軍軍士命名。